# Sha-Amun-en-su
Sha-Amun-en-su (em egípcio, "os campos férteis de Ámon") foi uma sacerdotisa e cantora egípcia que viveu em Tebas durante a primeira metade do século VIII a.C., responsável por exercer funções cerimoniais no Templo de Carnaque, dedicado ao deus Ámon. Sha-Amun-en-su era uma Heset, isso é, uma integrante do mais destacado grupo de cantoras com funções ritualísticas ativo no templo de Ámon. Após sua morte, que se estima ter ocorrido por volta dos 50 anos de idade, a cantora foi mumificada e colocada em um sarcófago de madeira estucada e policromada. Desde que foi selado há mais de 2.700 anos, o sarcófago de Sha-Amun-en-su nunca havia sido aberto, conservando ao longo de toda sua história a múmia da cantora em seu interior, característica que lhe conferia extrema raridade.
O sarcófago e sua múmia foram ofertados como presentes ao imperador Dom Pedro II durante sua segunda viagem ao Egito, em 1876, pelo quediva Ismail Paxá. Tornaram-se itens de destaque no Palácio de São Cristóvão, integrando a coleção particular de Pedro II até a Proclamação da República, em 1889, quando passaram a fazer parte do acervo egípcio do Museu Nacional do Rio de Janeiro. Um incêndio de grandes proporções ocorrido no museu em 2 de setembro de 2018, entretanto, destruiu o sarcófago e a múmia, bem como quase todos os artefatos arqueológicos que estavam em exposição permanente.

## Biografia

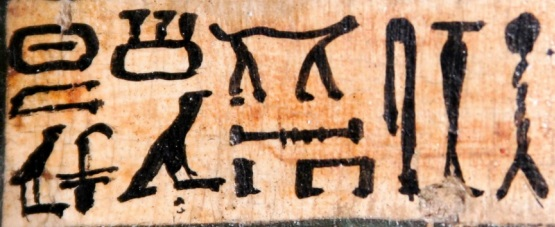
Inscrição hieroglífica com o título e o nome de Sha-Amun-en-su em seu sarcófago

Sha-Amun-en-su nasceu por volta do ano 800 a.C., durante a XXII dinastia egípcia. Seu nome e quase todas as demais informações conhecidas sobre sua vida são provenientes das inscrições hieroglíficas em seu sarcófago. Sabe-se que era uma "cantora do santuário de Ámon", isso é, uma cantora com atribuições sacerdotais a serviço do Templo de Carnaque, na antiga cidade de Tebas (atual Luxor), devotado ao deus Ámon. Tebas era um dos mais importantes centros religiosos do Antigo Egito, congregando um complexo de templos e centenas de funcionários, entre sacerdotes, escribas, cantores, músicos e administradores, e Carnaque era seu templo principal.
Existiam várias categorias de cantoras sacerdotais no santuário de Ámon. Sha-Amun-en-su pertencia ao grupo principal de cantoras, as chamadas Heset, mulheres que exerciam funções ritualísticas e entoavam hinos em honra do deus Ámon em cerimonias e festivais sagrados, como solistas ou acompanhadas por coros femininos. A tradição das Heset perdurou em Tebas entre os séculos IX e VI a.C.. Além de entoarem os hinos religiosos, eram responsáveis por auxiliar a "Esposa Divina de Ámon" durante os ritos celebrados no templo.

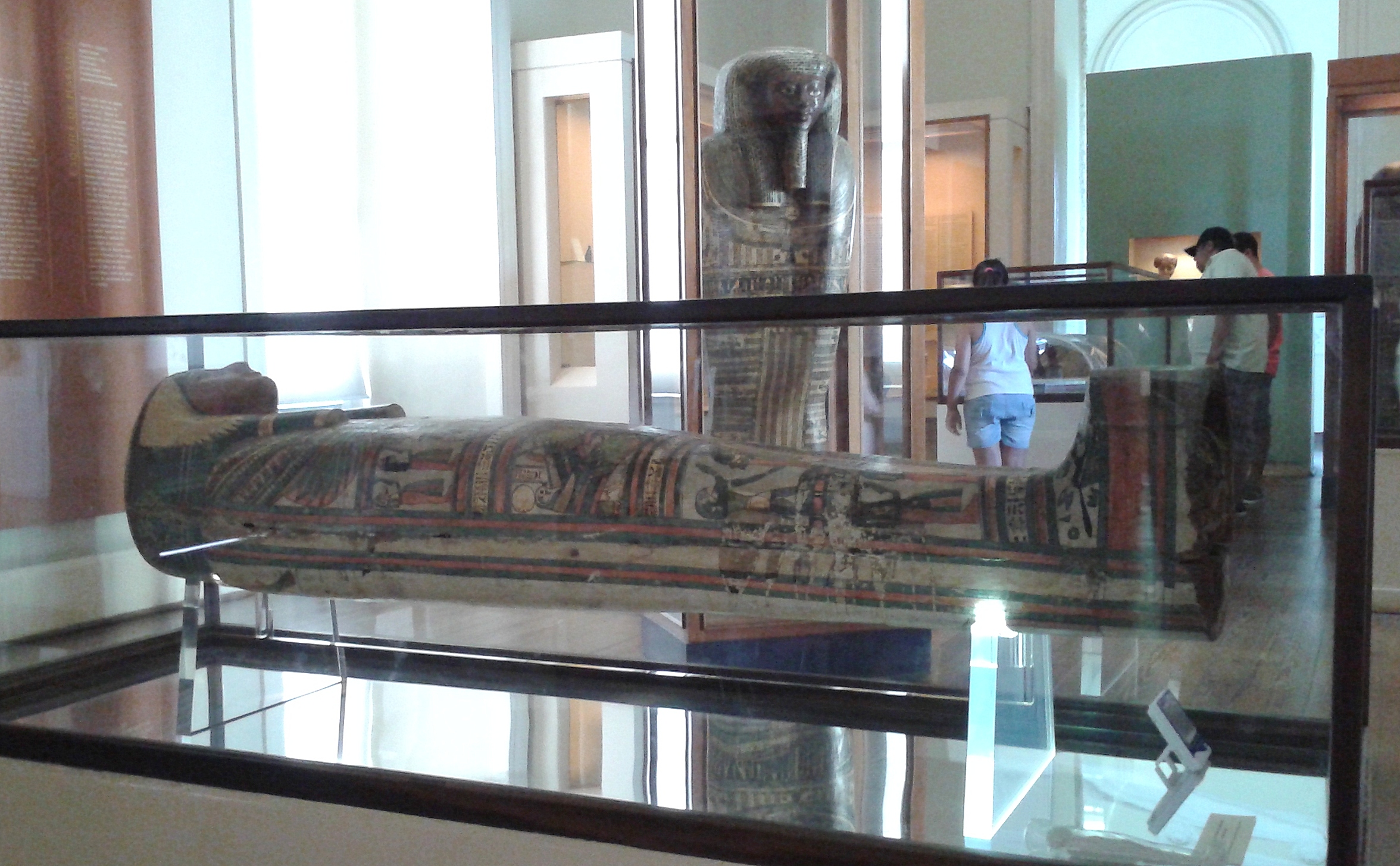
Sarcófago de Sha-Amun-en-su

As Heset não eram obrigadas a viver permanentemente no templo e muitas compareciam apenas para a execução das cerimônias. Não obstante, obedeciam a estritos códigos de conduta. Preferencialmente, tinham de manter-se castas, mas, mesmo não sendo virgens, eram consideradas extremamente puras, a ponto de exercerem seus dons em uma edificação tão importante e simbólica quanto o templo de Ámon. Embora não integrassem a nobreza egípcia, eram geralmente selecionadas juntos às famílias das elites locais e preparadas para a função desde cedo, sendo "adotadas" por uma cantora mais velha que passava a servir como tutora e, efetivamente, como "mãe adotiva".
Não há informações sobre a "mãe adotiva" ou a família biológica de Sha-Amun-en-su. É provável que, como a maioria das Heset, fosse oriunda de uma família de posses, tradicionalmente vinculada às atividades sacerdotais. Sabe-se, entretanto, que teve uma "filha adotiva", com base nas inscrições de um outro sarcófago atualmente conservado no Museu Egípcio, no Cairo — a esquife de uma cantora chamada Merset-Amun, cujos hieróglifos informam que era "filha de Sha-Amun-en-su, cantora do santuário de Ámon". Sha-Amun-en-su viveu até por volta dos 50 anos de idade, segundo pesquisas realizadas pelo Laboratório de Egiptologia do Museu Nacional. As causas da morte não puderam ser determinadas.

## Múmia

Sarcófago e múmia de Sha-Amun-en-su, em imagens digitalizadas geradas por tomografia computadorizada

Após o falecimento da cantora, seu corpo foi mumificado por sacerdotes egípcios e depositado em um sarcófago. A tampa do esquife de Sha-Amun-en-su jamais foi removida, impedindo o estudo da múmia a olho nu. Dessa forma, todas as análises das estruturas internas do esquife e do estado da múmia dependiam de exames de raios X, tomografias computadorizadas e escaneamentos tridimensionais. O conjunto composto pelo sarcófago e sua múmia possuía grande valor histórico e científico, sobretudo em relação ao conhecimento das práticas e rituais funerários do Templo de Ámon, uma vez que são raras as múmias de cantoras egípcias identificadas — e ainda mais escassas as múmias de cantoras depositadas em caixões lacrados.
Algumas características do processo de mumificação de Sha-Amun-en-su também eram bastante específicas e acentuavam sua raridade. Embora a maior parte do processo de mumificação tenha seguido procedimentos tradicionais, como a evisceração do corpo e seu enfaixamento com bandagens de linho, pesquisas coordenadas pelo arqueólogo Antonio Brancaglion Junior, curador da coleção egípcia do Museu Nacional, revelaram que a garganta da múmia estava encoberta por bandagens revestidas com resina. Essa particularidade indica uma preocupação dos sacerdotes mumificadores em proteger uma zona vista como "vital" para uma cantora com funções ritualísticas que, conforme as crenças egípcias, seguiria utilizando seu dom na vida após a morte.
O Instituto de Estudos Orientais da Universidade de Chicago conserva em sua coleção uma outra múmia, também em um sarcófago selado, denominada Meresamun ("a amada de Ámon", em língua egípcia). A exemplo de Sha-Amun-en-su, Meresamun foi igualmente uma cantora do templo Ámon durante a XXII dinastia e sua múmia também ostenta um tipo de proteção em sua garganta. Meresamun tinha aproximadamente 30 anos de idade quando de sua morte. Sua boca e garganta estão revestidas por uma proteção acolchoada, aparentemente feita com terra prensada e ataduras. Com base nessas características comuns entre as duas múmias, Brancaglion levantou a hipótese de que existiam normas específicas de mumificação para as mulheres encarregadas de entoar hinos e cânticos no Templo de Carnaque.
As análises anatômicas da múmia de Sha-Amun-en-su não conseguiram determinar a causa de sua morte. Sabe-se, de toda forma, que a cantora tinha por volta de 50 anos de idade quando de seu falecimento. O corpo da múmia aparentava estar em bom estado, sem marcas de traumas ou ferimentos relevantes. Os exames também permitiram observar uma curiosidade odontológica bastante rara: a múmia da cantora conservava ainda quase todos os seus dentes, faltando apenas um. A múmia de Sha-Amun-en-su também passou por um escaneamento tridimensional a laser coordenado por Jorge Lopes, do Núcleo de Experimentação Tridimensional da Pontifícia Universidade Católica do Rio de Janeiro. Esse procedimento permitiu gerar arquivos com dados tridimensionais (denominados "coordenadas ortogonais") que serviram de base para a confecção de uma réplica em escala reduzida do esqueleto da cantora.

## Artefatos funerários
Análises por tomografia computadorizada, coordenadas pelo radiólogo Iugiro Kuroki, sob supervisão de paleopatóloga Sheila Mendonça da Fiocruz, identificaram diversos amuletos com funções votivas guardados dentro da esquife, incluindo um escaravelho-coração, um artefato relacionado à crença egípcia na ressurreição dos mortos. O escaravelho-coração de Sha-Amun-en-su consistia em uma pedra verde de formato ovalado, engastada em uma placa de ouro e preso a um cordão dourado, com o nome da cantora escrito em hieróglifos. Esses artefatos eram frequentemente posicionados sobre a região do coração da múmia, tendo a função de "substituí-lo" nos casos em que o órgão fosse extraído durante o processo de evisceração. Dessa forma, os sacerdotes buscavam a preservar a "integridade" do falecido no além-vida, além das funções, estados, características e demais atributos que os antigos egípcios vinculavam ao coração, tais como a inteligência e os sentimentos.

## Sarcófago

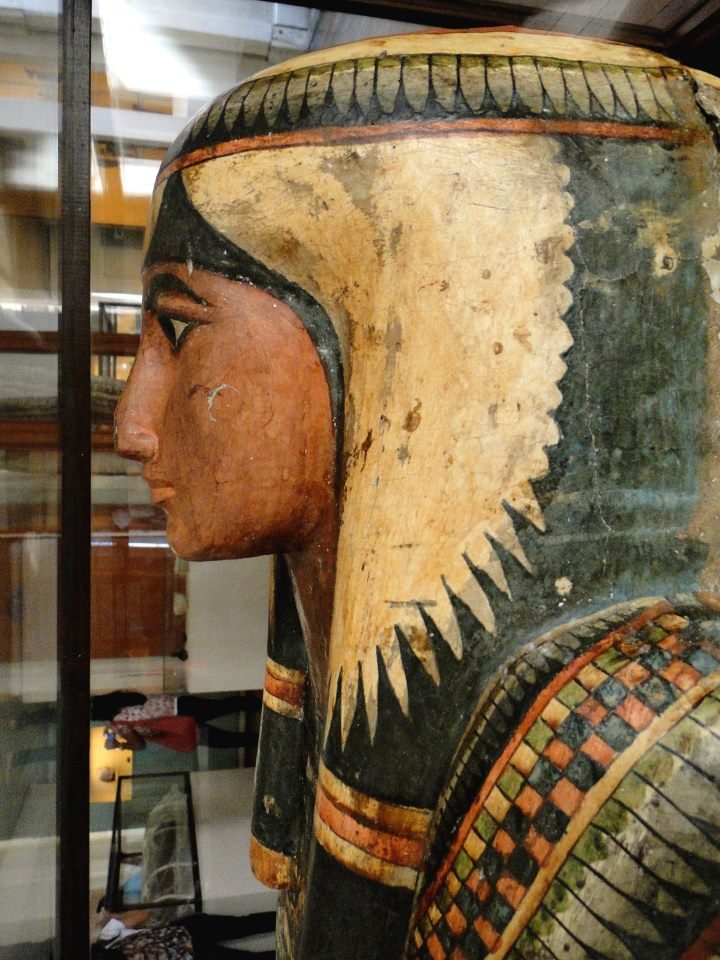
Detalhe do rosto em perfil no sarcófago de Sha-Amun-en-su

O sarcófago de Sha-Amun-en-su era composto por caixa e tampa, ambas esculpidas em madeira estucada e policromada. Possuía 1,58 metro de altura e foi executado por volta do ano 750 a.C. Ao longo de seus quase três milênios de história, desde que fora selado com o corpo mumificado da cantora e seus amuletos votivos, o sarcófago jamais havia sido aberto. Tratava-se de um exemplar altamente representativo da arte funerária egípcia dos séculos VIII e IX a.C., caracterizada pela profusão de referências à teologia heliopolitana.
O sarcófago seguia o estilo antropomórfico, isso é, imitava a forma humana. A parte superior de sua tampa era decorada com um rosto feminino, que buscava representar a cor natural da pele, encimado por um toucado azul, decorado com asas de abutre em amarelo e fitas amarelas e vermelhas. Sobressaíam os tons de verde escuro, vermelho e amarelo sobre um fundo branco. Na altura do peito, havia a figura da deusa Nut e uma representação de um pássaro com cabeça de carneiro e as asas estendidas sobre a tampa, simbolizando proteção. As garras e a cauda do pássaro eram ladeadas por duas serpentes-ureus, uma com a coroa do Alto Egito e outra com a coroa do Baixo Egito. Os quatro Filhos de Hórus figuravam representados em dois pares, um par na frente de cada serpente. Na lateral direita, figuravam Imset com cabeça humana e Hapy com cabeça de babuíno e, no lado esquerdo, Duamutef com cabeça de chacal e Qebehsenuf com cabeça de falcão. Na região das pernas, estavam representados os amuletos do deus Osíris, ladeados por divindades. As duas metades do sarcófago eram separadas pelo sinal Ankh, o símbolo da vida, que se repetia ainda em outras duas faixas. Por fim, havia uma representação do Ba da cantora — o Ba era entendido, ao mesmo tempo, como um componente espiritual dos seres humanos, dos deuses e dos animais, como um princípio metafísico relacionado à individualidade do ser e como um elemento dinâmico que se separa do corpo após a morte, aproximando-se, nesse sentido, do conceito ocidental de alma.
Na parte posterior e externa do sarcófago encontrava-se uma representação do grande pilar Djed, signo de estabilidade associado a Osíris, deus egípcio do pós-morte, que governava o submundo e os mortos. Em diferentes partes da esquife, havia faixas com inscrições hieroglíficas, analisadas e estudadas por distintos egiptólogos como Kenneth Kitchen e Alberto Childe. Kitchen foi o primeiro a identificar a múmia, decifrando duas faixas de hieróglifos distintas que associavam o seu nome à sua ocupação. A primeira faixa trazia a inscrição "Uma oferenda que o rei faz [a] Osiris, Chefe do Oeste, grande Deus, Senhor de Abidos - feita para [?] a Cantora do Santuário [de Ámon], Sha-Amun-en-su". Na segunda faixa de hieróglifos, lia-se: "Uma oferenda que o rei faz [a] Ptah-Sokar-Osiris, Senhor do [santuário] Shetayet - feita para [?] a Cantora do Santuário de Ámon, Sha-Amun-en-su".

## Histórico

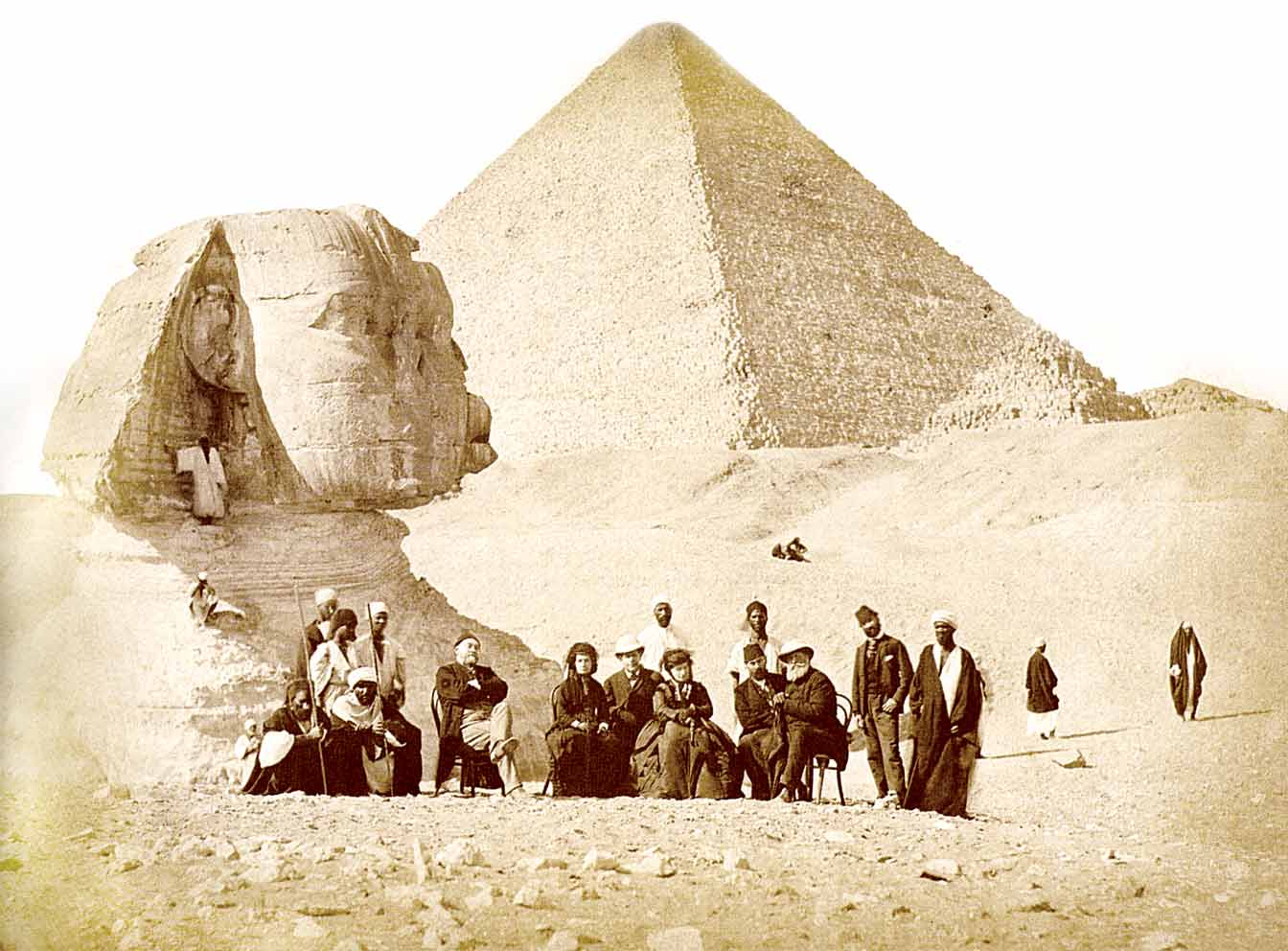
Dom Pedro II e sua comitiva visitando as pirâmides do Egito, em 1876

São escassas as informações sobre o sarcófago de Sha-Amun-en-su no período anterior ao século XIX. Não há registro da data ou do sítio arqueológico exato onde o esquife foi encontrado (embora se saiba que provém do vasto complexo de Tebas ocidental), tampouco há informações sobre o processo de integração do esquife ao acervo do Quedivato do Egito.
Em 1876, durante a segunda visita do imperador Dom Pedro II ao Egito, o sarcófago foi ofertado como um presente ao monarca brasileiro pelo quediva Ismail Paxá. Em retribuição, Pedro II ofereceu um livro ao quediva. Egiptólogo amador e entusiasta da cultura egípcia, Pedro II tinha um afeto especial pelo sarcófago, que logo se converteu em uma das peças mais relevantes de sua coleção particular. O imperador o mantinha em pé, em seu gabinete no Palácio de São Cristóvão.
O sarcófago sofreu uma grave avaria durante sua passagem pela coleção de Pedro II. Por ocasião de uma tempestade, o esquife foi derrubado pelo vento, chocando-se com uma das janelas do gabinete do imperador e tendo sua lateral esquerda fragmentada. Foi posteriormente restaurado, mas a intervenção permaneceria visível desde então. Outras restaurações seriam realizadas nas décadas seguintes visando eliminar, sobretudo, as ameaças de cupins e vespas, atraídos pela antiguidade da madeira.
O sarcófago permaneceu no Palácio de São Cristóvão após a Proclamação da República em 1889, sendo posteriormente integrado ao acervo de arqueologia egípcia do Museu Nacional do Rio de Janeiro. Desde sua integração ao acervo museológico, o sarcófago sempre figurou como uma das peças de maior destaque da coleção, tendo servido de base para um grande número de pesquisas científicas, teses e monografias, desenvolvidas por pesquisadores da Universidade Federal do Rio de Janeiro e de outras instituições científicas brasileiras e por acadêmicos de diversas partes do mundo. Em 2015, o curador da coleção egípcia do Museu Nacional, Antonio Brancaglion Junior, ao comentar a importância e singularidade do sarcófago e da múmia de Sha-Amun-en-su, declarou:
| “ | "Quem tem múmia tem, quem não tem não vai ter mais. Se a perdermos, jamais conseguiremos outra coisa remotamente parecida. Temos que conservá-la ao máximo" | ” |

Em 2 de setembro de 2018, um incêndio de grandes proporções destruiu o edifício do Museu Nacional e grande parte do acervo em exposição, incluindo o sarcófago e a múmia de Sha-Amun-en-su. No incêndio, perderam-se também as demais múmias e sarcófagos da coleção, junto com a maior parte do acervo arqueológico. O incêndio causou grande comoção nos meios acadêmicos, científicos e culturais do Brasil e do mundo.